# Bunge (Adelsgeschlecht)

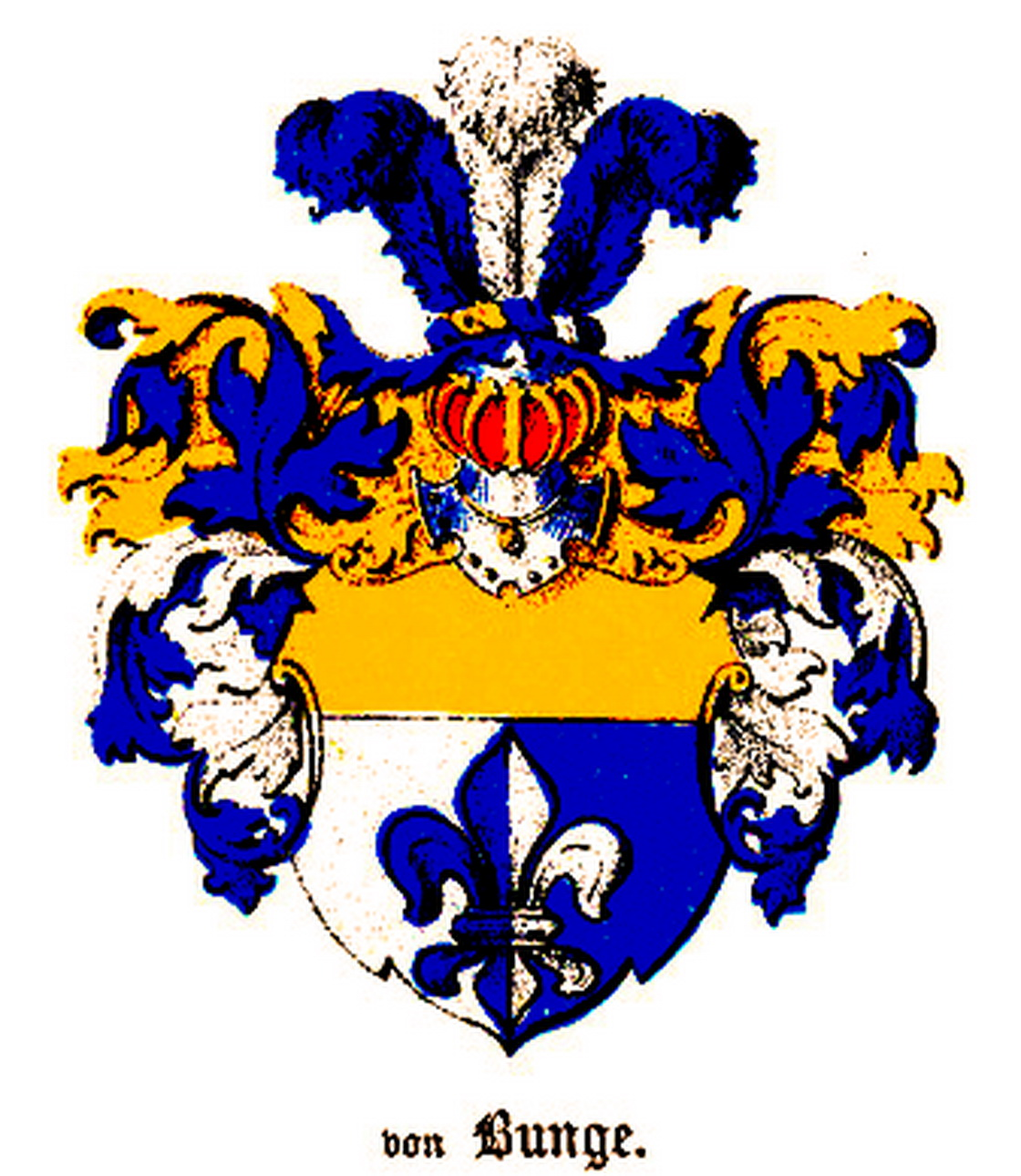
Familienwappen derer von Bunge

Bunge ist der Familienname eines russisch-baltischen Adelsgeschlechts. Ihre ostpreußische Herkunft führen sie auf ihren Stammvater Georg Friedrich Bunge (1722–1792) zurück, der im ostpreußischen Stallupöhmen geboren war und aus Tilsit in das Russische Kaiserreich nach Kiew einwanderte. Aus dem Geschlecht erwuchsen Wissenschaftler, Ärzte und Verwaltungsfachleute.

## Geschichte

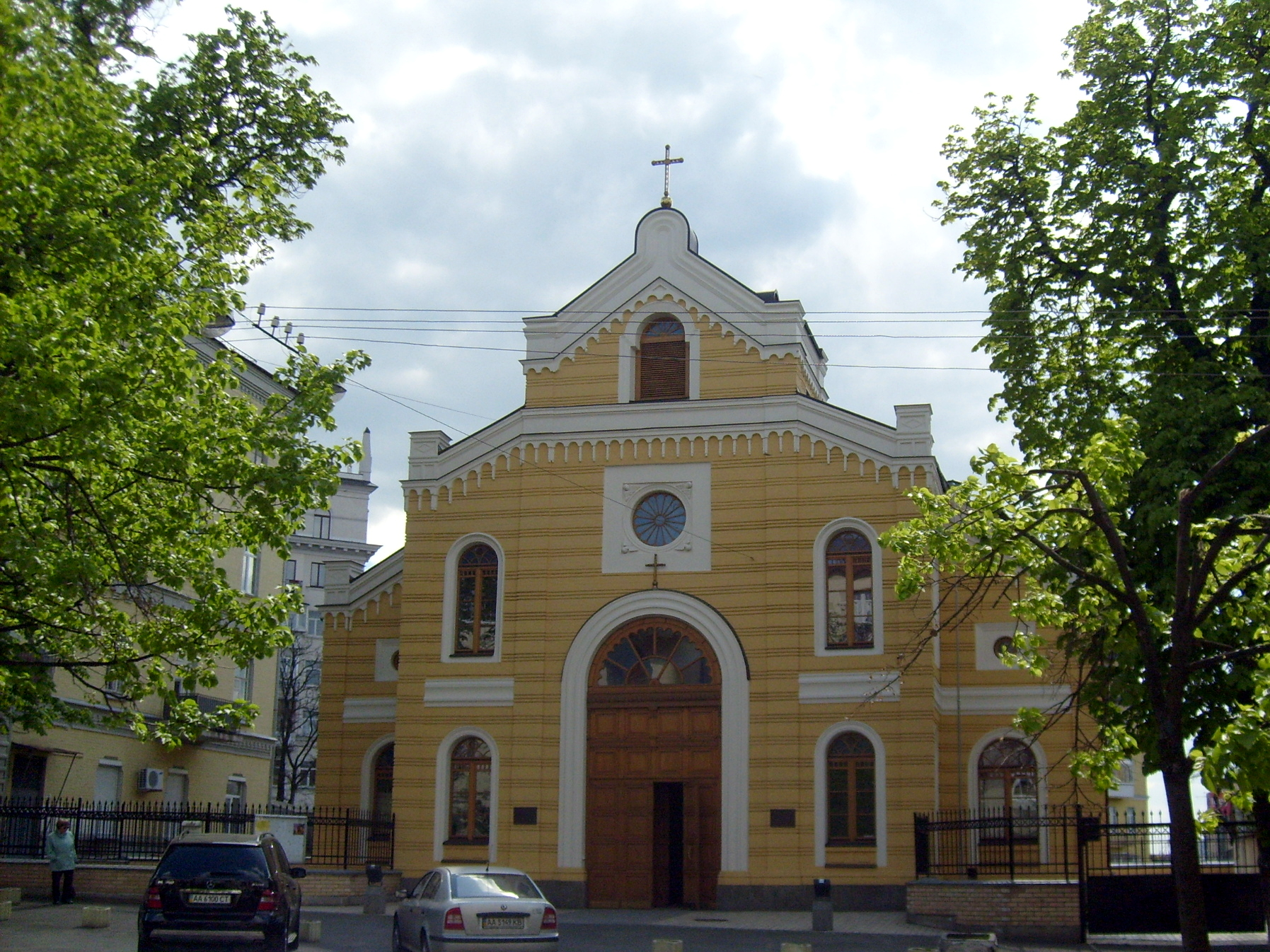
St. Katharinen ist die Kirche der Deutschen Evangelisch-Lutherischen Gemeinde in Kiew

Der Stammvater Georg Friedrich Bunge, dessen Vater Friedrich Bunge war, kam vor 1749 aus Tilsit nach Kiew. Er war Pharmazeut, heiratete in Kiew Katharina Geither, und führte die Apotheke seiner Ehefrau, sie hatten 12 Kinder (acht Söhne und vier Töchter). Im Jahre 1779 erhielt er die russische Staatsangehörigkeit und wurde 1791, für sich und seine Nachkommen, auf Beschluss der Adels-Deputierten-Versammlung in die Adelsmatrikel des Gouvernements Kiew eingetragen. Er gründete in Kiew die Evangelisch-Lutherische Gemeinde.
Sein Sohn Andreas Theodor Bunge (1766–1814), der in Kiew geboren wurde, übernahm die Apotheke seines Vaters. Er wurde Direktionsmitglied des botanischen Gartens, Assessor und Kirchenvorsteher der evangelisch-lutherischen Gemeinde in Kiew. Nach seinem Tod zogen seine Witwe und die beiden Söhne Friedrich Georg (1802–1897) und Alexander Georg (1803–1890) in das estländische Dorpat.
Friedrich Georg Bunge machte sich um die baltische Rechtsprechung verdient und wurde in Anerkennung seiner Verdienste im März 1875 in die Estländische Ritterschaft und im Juni 1875 in die Kurländische Ritterschaft immatrikuliert, von da an führten er und seine Nachkommen das Adelsprädikat „von“ Bunge.

## Adelsstand
Fälschlicherweise werden fast alle Angehörige dieser Familie Bunge mit „von“ tituliert, die im Jahre 1791 erfolgte Eintragung des Georg Friedrich Bunge in die Kiewer Adelsmatrikel führte nicht automatisches zum Adelsprädikat „von“, diesen gab es im russischen Adel nicht. Erst die Immatrikulation in die baltischen Ritterschaften des Friedrich Georg Bunge erlaubte ihm und seinen Nachkommen, in Regelanlehnung der Ritterschaften, das Führen des Namenszusatzes „von“. „Den Baltischen Ritterschaften stand zwar nicht das Recht der Nobilitierung, also der Erhebung in den Adelsstand, wohl aber das der Immatrikulation zu, sie konnten selber bestimmen, welche deutschen Adelsfamilien berechtigt sein sollten, an den beschließenden Landtagen teilzunehmen, um damit zur Verwaltung des Landes herangezogen zu werden.“

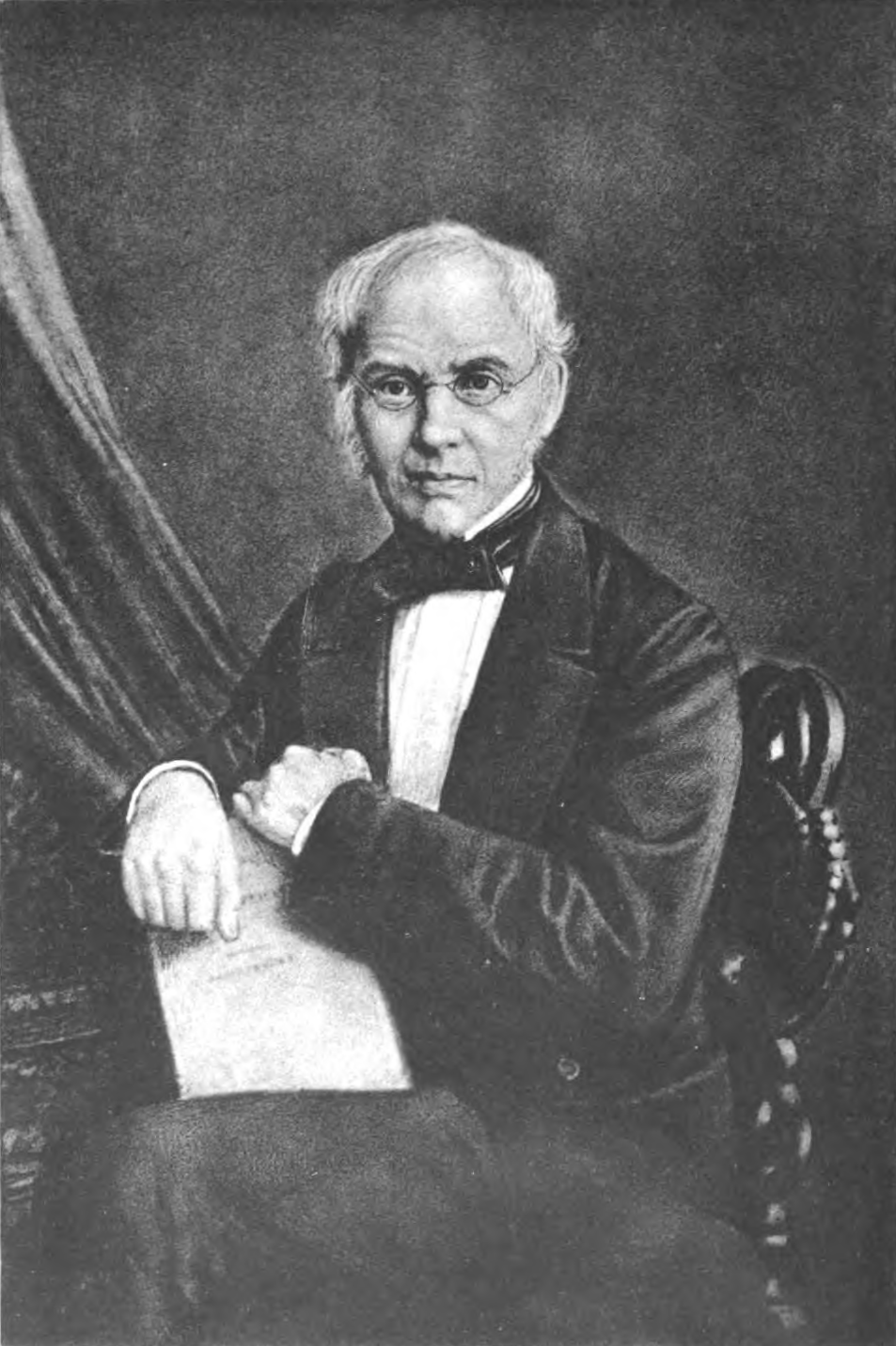
Friedrich Georg von Bunge (1802–1897)
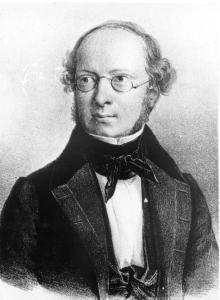
Alexander Georg Bunge (1803–1890)
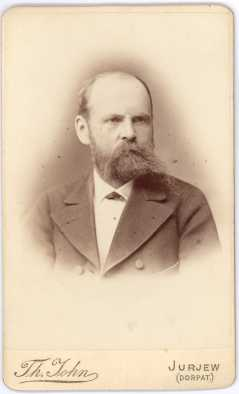
Gustav Bunge (1844–1920)
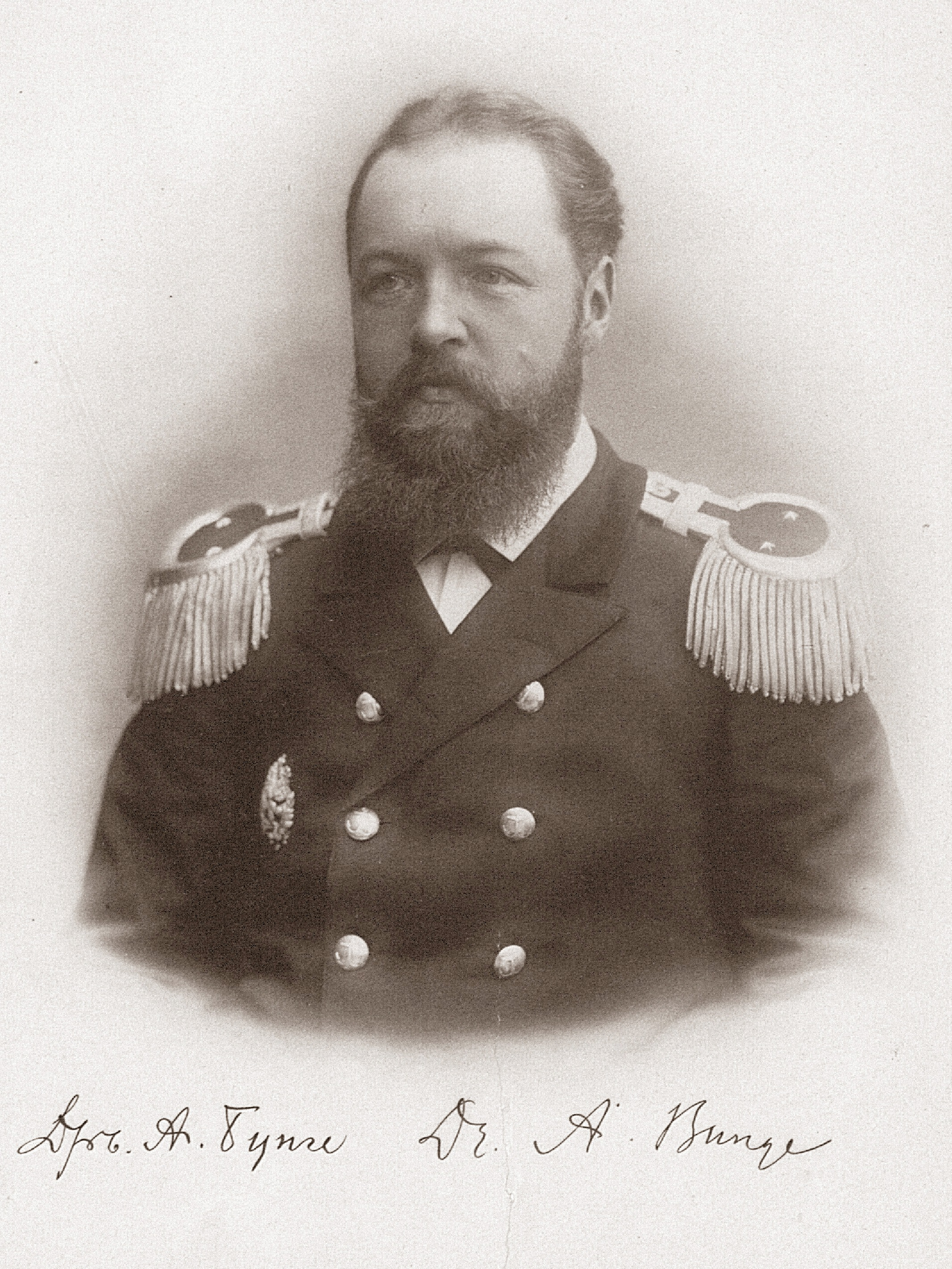
Alexander Alexandrowitsch Bunge (1851–1930)

## Stammtafel
Georg Friedrich Bunge (* 1722 in Stallupönen, Ostpreußen; † 1792 in Kiew), 1779 russisches Indigenat, 1791 Kiewer Adelsgeschlechtsbuch ⚭ Katharina Geither († 1797 in Kiew)
- Christian Gottlieb Bunge (1776–1857 in Kiew), Mediziner
  - Heinrich Georg Konstantin Bunge (* 1811 in Kiew; † 1885 in Warschau)
    - Nikolai Andrejewitsch Bunge (* 1842 in Warschau; † 1915 in Kiew), Professor und  Wirklicher Staatsrat
      - Nikolai Nikolajewitsch Bunge (* 1885 in Kiew; † 1921 auf der Krim), Chemiker und Hochschullehrer

  - Nikolai Karl Paul Bunge (* 1823 in Kiew; † 1895 in Sankt Petersburg), Finanzminister im Kaiserreich Russland
- Andreas Theodor Bunge (1766–1814 in Kiew)
  - Friedrich Georg von Bunge (* 1802 in Kiew; † 1897 in Wiesbaden), Professor, Jurist und Historiker, 1865 Aufnahme in die Estländische und Kurländische Ritterschaft
    - Theodor Georg Gotthard von Bunge (* 1826 in Dorpat; † 1911 Strandhof), Magister
      - Friedrich Georg von Bunge (* 1860 in Reval; † 1922 in Nikolsk-Ussurijsk), Beamter, Gouverneur der Insel Sachalin, Wirklicher Staatsrat, gleichzeitig mit seinem Sohn Alexander erschossen von den Bolschewiken
      - Oskar Ralph von Bunge (* 1866; † 1903 in Wladiwostok), Marinearzt

    - Gustav Adolf von Bunge (* 1830 in Tartu; † 1873 in Gotha), Landwirt
      - Kuno Alexei von Bunge (* 1863 in Taifer (Estland); † 1927 in Reval), Mediziner
        - Georg und Reinhold von Bunge (* 19. April 1900 in Sankt Petersburg)

  - Alexander Georg Bunge (1803–1890), Professor
    - Gustav Bunge (1844–1920)
    - Alexander Alexandrowitsch Bunge (1851–1930), Arzt, Forschungsreisender und Fossiliensammler

## Wappen
Der Schild ist unter goldenem Schildhaupt von Silber und Blau gespalten und mit einer farbgewechselten Lilie belegt. Auf dem Helm über blau-gold-silbernen Helmwulst drei (blau-silber-blau) Straußenfedern. Die Helmdecke ist blau-golden und blau-silbern.